# متلازمة رأس الدمية
متلازمة رأس الدمية، اضطراب حركي عصبي نادر إذ يبدأ المرضى، عادةً الأطفال في سن الثالثة، في تحريك الرأس والكتف للأمام والخلف، أو أحيانًا جنبًا إلى جنب، بطريقة لا إرادية. ترتبط المتلازمة بوجود الآفات الكيسية وضخامة البطين الثالث في الدماغ. تتنوع أعراض المتلازمة، ولكن يمكن تصنيفها إلى فئتين: جسدية وعصبية.

## العلامات والأعراض
أُبلغ عن المتلازمة لأول مرة على أنها اضطراب حركي لدى المرضى. ومع ذلك، بعد إجراء العديد من الاختبارات والمسح الضوئي للدماغ، وجد أن التظاهرات المميزة لها هي عصبية.

### جسديًا
الأعراض الجسدية الرئيسية هي الأكثر وضوحًا، وتتضمن حدوث 2 إلى 3 حركة في الثانية في الرأس، والتي يمكن أن تشمل أحيانًا الكتفين والجذع العلوي. يكون المريض غير مدرك للحركات وغير قادر على التحكم بها ما لم يُوجّه للتوقف أو تنفيذ مهام عقلية بسيطة مثل الكلمات الحسابية الأساسية أو التهجئة. ومع ذلك، بمجرد أن يكمل المريض المهمة، يعود إلى الحركات اللاإرادية بعد نحو دقيقة. بالتالي، يصف الأطباء الحركات بأنها إرادية، أو يمكن إيقافها عن طريق اتخاذ قرار. إحدى السمات الشائعة لمعظم اضطرابات الحركة أنها تختفي أثناء نوم المريض.
من الأعراض الأخرى: الرنح. أُبلغ عن العديد من المرضى الذين يواجهون صعوبة في المشي والجري وتسلق السلم بسبب الرنح. على الرغم من أن طبيعة هذه الحركات جسدية، إلا أن مصدرها عصبي، وينتج عمومًا عن خلل في أجزاء من الجهاز العصبي الذي يتحكم في الوظيفة الحركية.

### عصبيًا
أحد الأعراض النموذجية للمرضى، هو ضخامة الرأس نتيجة تراكم السائل الدماغي النخاعي في البطين الثالث. يضعف هذا التوسع الحاصل من الاتصال ما بين البطينين وكذلك وظيفة الهياكل المحيطة الأخرى.
كثيرًا ما يكون التورم موجودًا جنبًا إلى جنب مع الآفات الكيسية في البطين الثالث أو الهياكل المحيطة بالبطين. تسبب الآفة الكيسية في البطين الثالث انسدادًا في ثقب مونرو، الذي يصل البطينين الجانبيين، والقناة الدماغية القريبة من سيلفيوس، والتي تتصل مع البطين الرابع. يُعتقد أن هذا الانسداد ينتج عن حركات الرأس المميزة للمتلازمة.

## الفيزيولوجيا المرضية
تتراوح الفئات العمرية المعرضة لخطر الإصابة ما بين الأطفال حديثي الولادة إلى البالغين - إذ يبلغ عمر أكبر مريض 26 عامًا. ومع ذلك، فإن أغلب الحالات هي لأطفال لم يصلوا بعد إلى سن البلوغ.
على الرغم من أن السبب الدقيق لا يزال غير معروف، إلا أن هناك العديد من النظريات حول الآلية. معظم هذه النظريات تشير إلى التشابه الكبير ما بين هذه المتلازمة واضطرابات الحركة الأخرى.

## التشخيص
توجد عدة طرق لتشخيص إصابة المريض. تتضمن معظمها استخدام تقنيات التصوير الماسحة للدماغ بينما يستخدم البعض التصوير مع حقن مادة ظليلة لكشف انسداد تدفق السائل النخاعي بين البطينين.

## العلاج
لا يوجد علاج واحد لأن المتلازمة يمكن أن تكون ناجمة عن عدة اضطرابات مركبة. ومع ذلك، ستكون الجراحة في معظم الأوقات الحل لاضطراب الحركة. تشمل الإجراءات الجراحية الناجحة الاستئصال الجراحي للآفة، وإدخال تحويلة بطينية صفاقية.

### إزالة الآفة
في حالة الورم الحليمي للضفيرة المشيمية، أدى الاستئصال الجراحي للآفة المحتوية على كيس من داخل البطين الثالث إلى الشفاء التام. أدت الطبيعة المتنقلة للآفة الكيسية إلى انسداد ثقب مونرو والقناة القريبة، ما أدى إلى ظهور أعراض المتلازمة. بمجرد الإزالة، تختفي جميع الأعراض. 

### تحويلة بطينية صفاقية
يضع الأطباء هذه التحويلة لتقليل الضغط داخل الجمجمة الناجم عن تراكم السائل النخاعي في البطين الثالث. عادة، ستنجح هذه الطريقة في الحد من التورم والسماح بالتدفق المناسب للسائل النخاعي. ستختفي حركات الرأس اللاإرادية. ومع ذلك، في إحدى الحالات، بعد عام من وضع التحويلة، تحول المريض من تحريك رأسه إلى الأمام والخلف إلى التأرجح جنبًا إلى جنب. لم يكن هناك أي سبب واضح لهذا التبدل الحاصل. ظهرت فرضية استنادًا إلى هذه الحالة مفادها أن التشوهات الدماغية نفسها يمكن أن تسبب متلازمة رأس الدمية.

## سير المرض
على الرغم من الاتفاق على الجراحة كخيار علاجي أساسي للمرضى الذين يعانون من متلازمة دمية الرأس ، فقد تم الإبلاغ عن العلاج الجراحي لإزالة جميع الأعراض تمامًا في نصف الحالات فقط. ينبع سبب ذلك من التشخيصات المتأخرة التي يمكن أن تقلل بشكل كبير من الأمل في الشفاء التام وتؤدي إلى استسقاء الرأس الدائم العميق. وبالتالي ، يعتمد التشخيص على الوقت المنقضي بين العلامات الأولى للاضطراب ووقت العلاج الجراحي. التشخيص والعلاج المبكران مهمان للغاية في العلاج الناجح لمتلازمة دمية الرأس.

## الوبائيات
تعد هذه المتلازمة نادرة إذ أُبلغ عن 34 حالة فقط منذ عام 1966.